# Kościół San Marcuola
Kościół San Marcuola (nazwa w języku weneckim, utworzona ze ściągnięcia dwóch imion, Hermagorasa i Fortunata w jeden wyraz; wł. chiesa di Santi Ermagora e Fortunato, pl. kościół Świętych Hermagorasa i Fortunata) – rzymskokatolicki kościół w Wenecji w dzielnicy (sestiere) Cannaregio. Administracyjnie należy do Patriarchatu Wenecji. Jest kościołem parafialnym parafii pod tym samym wezwaniem, wchodzącej w skład dekanatu Cannaregio - Estuario. 
Wśród zgromadzonych w jego wnętrzu dzieł sztuki wyróżnia się obraz Ostatnia Wieczerza Tintoretta z 1547 roku.

## Historia

### Pierwotny kościół
Starożytne kroniki datują początki kościoła na połowę VI wieku, kiedy to mieszkańcy Akwilei schronili się na lagunie wyspy Luprio lub Orio, aby uniknąć najazdów Longobardów. Fakt ten upamiętnia tablica kommemoratywna, umieszczona 13 listopada 1779 roku na lewej ścianie kościoła, w pobliżu ambony: „aedum saeculo VI vetuatissimi malorum condiderunt…”. Pierwotnie była to drewniana kaplica, służąca za siedzibę różnych zgromadzeń zakonnych. Wraz ze wzrostem liczby ludności kaplicę przebudowano na kościół, który następnie, mniej więcej od połowy XI wieku, stał się siedzibą parafii; w tym właśnie czasie zostały ustalone administracyjne (kościelne i świeckie) struktury miasta – kościelne dotyczyły parafii, na czele których stał proboszcz lub kolegium kapłanów (kolegiata). Pierwsza udokumentowana wzmianka o kościele pochodzi z 1069 roku. Kościół słynął z tego, że przechowywano w nim prawą rękę Jana Chrzciciela, tę, którą ochrzcił on Chrystusa. Kościół został całkowicie zniszczony przez pożar w 1117 roku, a następnie został odbudowany dzięki wsparciu wpływowych rodów Memmo i Lupanizza; został ponownie konsekrowany w 1332 roku pod wezwaniem świętych z Akwilei, Hermagorasa i Fortunata oraz Najświętszej Maryi Panny i św. Jana Chrzciciela. Imiona dwóch pierwszych zostały w języku weneckim skrócone do San Marcuola. Mapa Jacopa de’ Barbari z 1500 roku ukazuje kościół usytuowany prostopadle do Canal Grande, z apsydą skierowaną na północ. W 1581 roku po raz pierwszy zaczęto mówić o potrzebie remontu kościoła. Była to wówczas dość duża świątynia, podzielona kolumnami na trzy nawy i przekryta dwuspadowym dachem. W prezbiterium znajdowały się drewniane stalle i organy, zamontowane wysoko na ścianie. Tabernakulum ołtarza głównego było wykonane z kamienia, z marmurowymi kolumnami. Poza ołtarzem głównym, dedykowanym patronom kościoła, było w jego wnętrzu co najmniej 11 innych ołtarzy.

### Obecny kościół
Z czasem konstrukcja kościoła stała się niestabilna i musiał on być przebudowany. Prace budowlane rozpoczęły się w 1663 roku od prezbiterium, a następnie objęły resztę kościoła, tym razem zorientowanego równolegle do Canal Grande, z apsydą skierowaną na wschód. Projektantem był architekt Giorgio Gaspari. Pracę po nim przejął i ukończył w latach 1728–1736 Giorgio Massari, zmieniając projekt swego poprzednika. Zastosował schemat świątyni jednonawowej z kaplicami bocznymi usytuowanymi w zaokrąglonych narożnikach. Z projektu fasady udało mu się jedynie zrealizować portal i cztery cokoły o strukturze podobnej do tych z kościoła Santa Maria della Visitazione. Nie bardzo wiadomo, jaki miał być jej ostateczny kształt. Według pewnego anonimowego projektu z XVIII wieku miała być ona utrzymana w typie neopalladiańskim z centralną fasadą z czterema kolumnami, wspierającymi monumentalny tympanon. Według innego rysunku, autorstwa Antonia Visentiniego z XVIII wieku fasada miała być bardzo podobna do tej z kościoła Jesuatów, choć w prostszych formach. W 1733 roku kościół został konsekrowany i otwarty dla wiernych. Jego budowa i wyposażanie wnętrza były możliwe dzięki hojności rodu Memmo. W 1740 roku ofiarował on swojej parafii kolejną relikwię, „ciało św. Memmii Męczennicy” zabraną z jednego z rzymskich cmentarzy. Szczątki świętej umieszczono pod ołtarzem św. Piotra. W 1772 roku w kościele położono nową posadzkę z czarnego i białego marmuru.

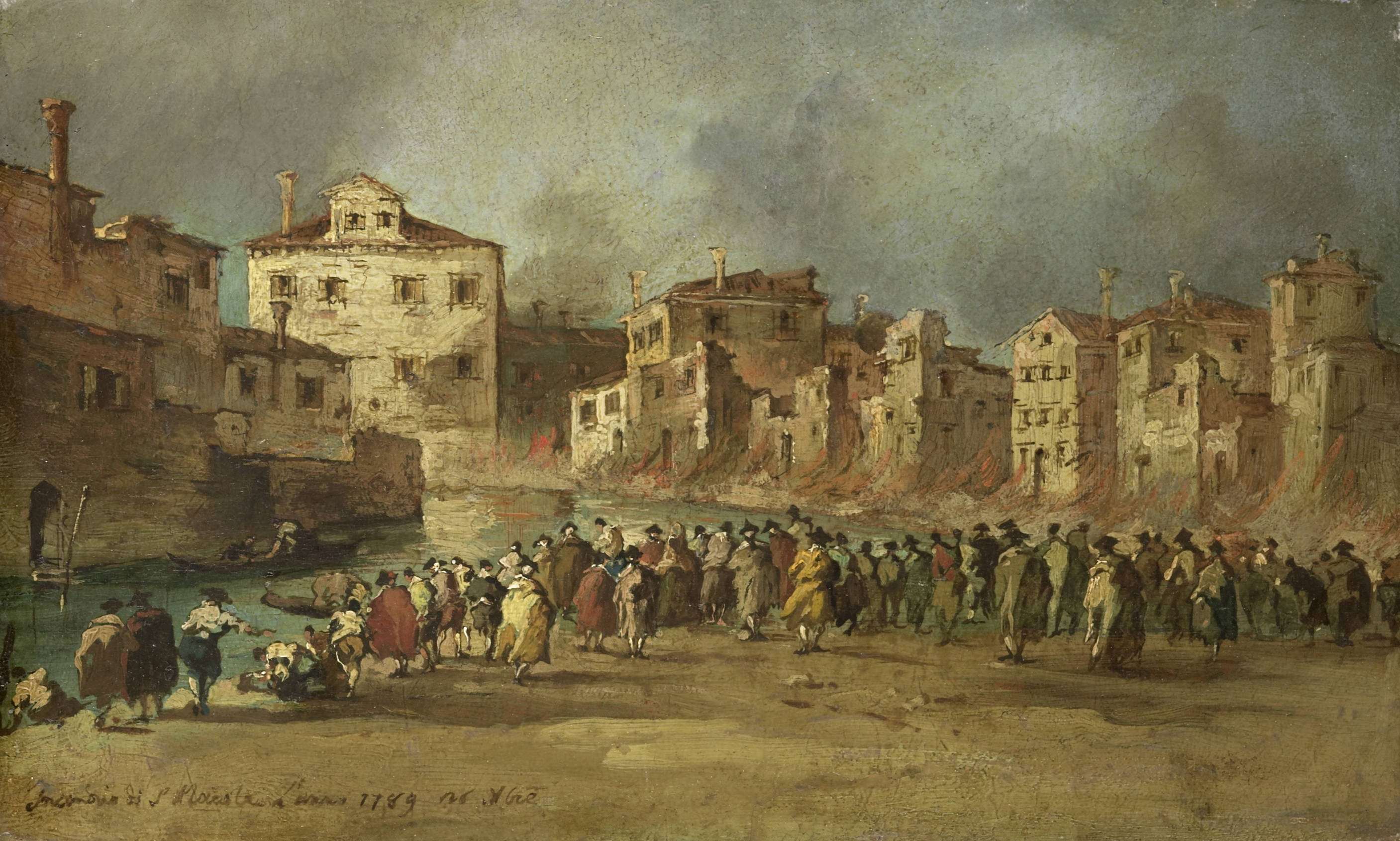
Francesco Guardi, Pożar na San Marcuola 28 listopada 1789, Rijksmuseum

28 listopada 1789 roku kościołowi zagroziło niebezpieczeństwo – w znajdującym się w jego pobliżu składzie olejowym wybuchł gwałtowny pożar, który rozprzestrzenił się z niezwykłą szybkością na oba brzegi kanału Rio di San Marcuola. Trwał on trzy dni, jednak kościół wyszedł z pożaru bez szwanku. W 1799 roku patriarcha Federico Maria Giovanelli ponownie konsekrował kościół.
W kościele została ochrzczona Giustiniana Wynne, urodzona w Wenecji córka angielskiego księcia i pisarza, znana ze swoich przyjaźni z Casanovą i z patrycjuszem Andreą Memmo. Jej życie i romans z tym ostatnim jest przedmiotem książki Andrei di Robilant A Venetian Affair. W kościele pochowany został niemiecki kompozytor Johann Adolf Hasse, który ostatnie 10 lat życia spędził w Wenecji. Jego nagrobek ufundował F.S. Kandler.
Na mocy dekretu napoleońskiego Królestwa Włoch z 5 czerwca 1805 roku (oraz kolejnych dekretów) zainicjowano w Wenecji proces kasat i przekształceń kościołów i klasztorów oraz zmian granic parafii. Kościół San Marcuola ominęły jednak te zmiany, a jego parafia została powiększona poprzez włączenie do niej terenów zlikwidowanych parafii Santa Fosca i Santa Maria Maddalena (których kościoły zostały zdegradowane do rangi filialnych) oraz części terenu należącego niegdyś do parafii San Leonardo. Od 1807 roku kościołem zarządza proboszcz z nominacji patriarchy.

## Architektura

### Fasada
Fasada została zbudowana z chropowatej, nieotynkowanej cegły przy prawym boku kościoła, zamykającym krótki plac wychodzący na Canal Grande.

### Kampanila
Kampanila została odbudowana w 1728 roku. Zachowana dolna część jest teraz domem mieszkalnym.

## Wnętrze

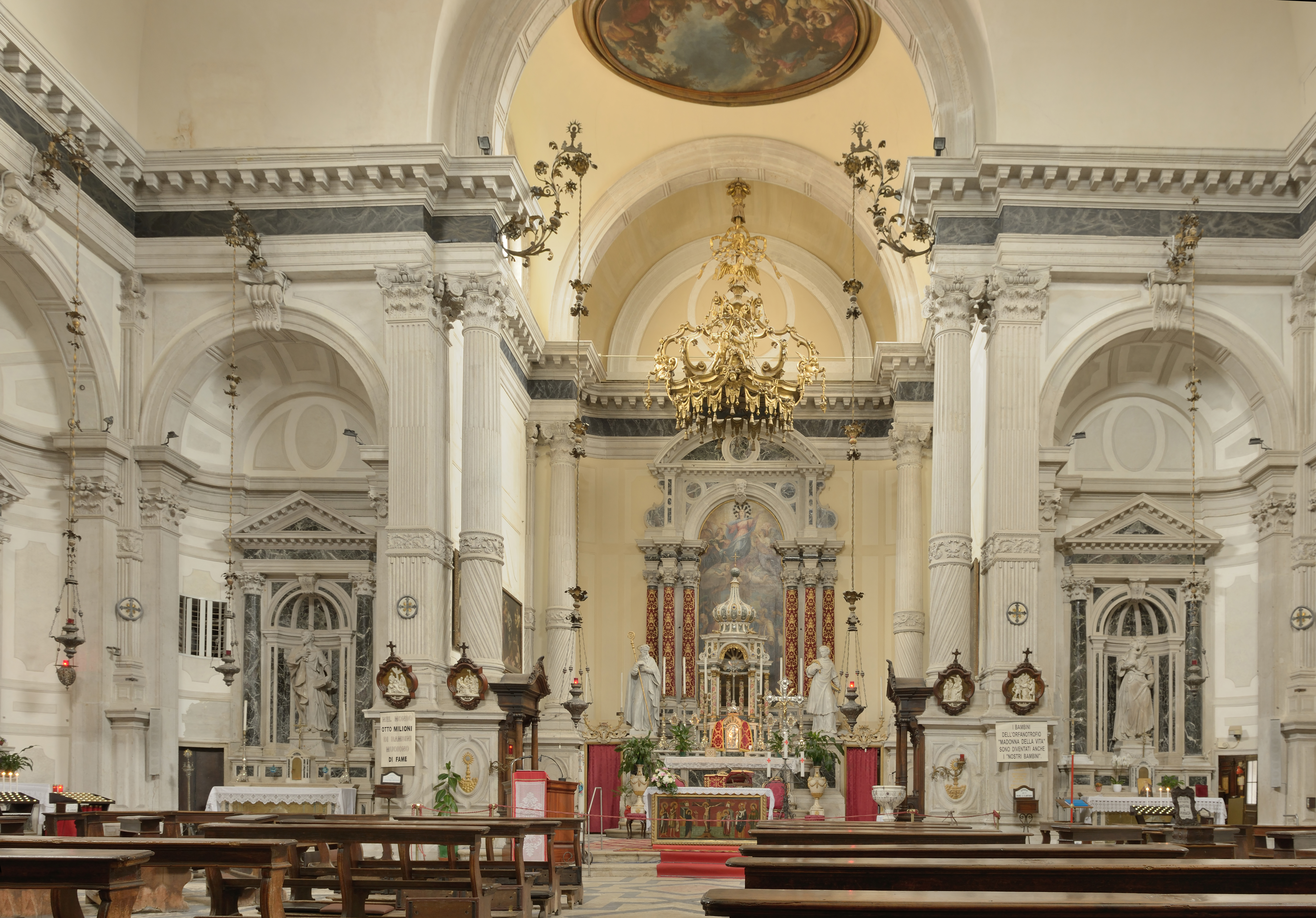
Wnętrze

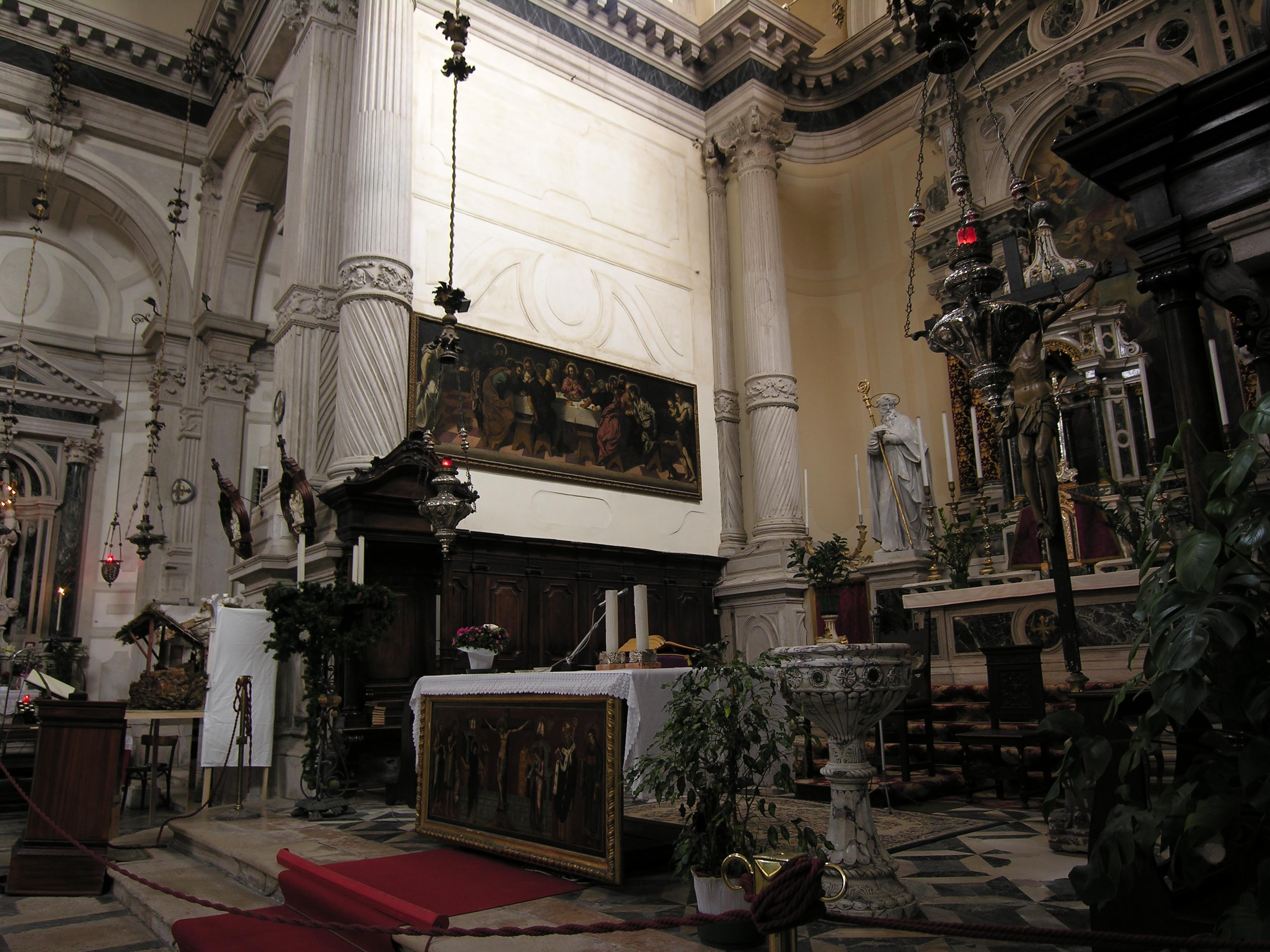
Prezbiterium z obrazem Ostatnia Wieczerza

Wnętrze jest prostokątne z parami ołtarzy w każdym narożniku. Ołtarze dekorują posągi dłuta Giovanniego Marii Morleitera i jego pracowni. Jest on również autorem posągów świętych, stojących przy tabernakulum na ołtarzu głównym. Malowidło na sklepieniu zrealizował Franceso Migliori. Na lewej ścianie prezbiterium znajduje się Ostatnia Wieczerza Tintoretta z 1547 roku. Było to wówczas jedno z dwóch dużych płócien (zwanych w języku weneckim teleri), przeznaczonych do ścian bocznych prezbiterium, których namalowanie zlecono młodemu malarzowi. Stworzył on dwa obrazy, które wyróżniają się jakością wykończenia i podobieństwem do dzieł współczesnych mu artystów. Jeden z tych dwóch obrazów, Ostatnia Wieczerza, znajduje się do dziś w swoim pierwotnym miejscu, drugi natomiast, Chrystus obmywający stopy uczniom, zrealizowany na przełomie lat 1548/1549 i przeznaczony dla prawej ściany prezbiterium, znajduje się obecnie prawdopodobnie w Prado w Madrycie. Jego miejsce zajmuje kopia, namalowana w połowie XVII wieku przez Carla Ridolfiego, według którego oryginał został wówczas usunięty z San Marcuola. Nie ma jednakże zgody co do tego, czy oryginałem tym jest wersja z Prado, czy też inna, bardzo podobna, znajdująca się w zbiorach Shipley Art Gallery w Gateshead.